# The Confession (film 1915 Wilson)
The Confession è un cortometraggio muto del 1915 diretto da Frank Wilson.

## Trama
Una giovane riesce a far confessare un giocatore che aveva falsamente accusato il suo fidanzato di omicidio.

## Produzione
Il film fu prodotto dalla Hepworth.

## Distribuzione
Distribuito dalla Hepworth, il film - un cortometraggio in una bobina - uscì nelle sale cinematografiche britanniche nel febbraio 1915.
Fu distrutto nel 1924 dallo stesso produttore, Cecil M. Hepworth. Fallito, in gravissime difficoltà finanziarie, Hepworth pensò in questo modo di poter almeno recuperare il nitrato d'argento della pellicola.